# IGTV
IGTV (скорочено від Instagram TV) — застосунок для публікації вертикальних відео від Instagram. На відміну від Instagram, цей застосунок дозволяв завантажувати відео тривалістю до години і кожна сторінка користувача називалася «каналом». Будучи окремою програмою IGTV усе одно був частиною Instagram та функціонував з усіма сервісами Instagram
Сервіс було запущено та представлено головою компанії Кевіном Сістромом під час заходу у Сан-Франциско 21 червня 2018 року за участю різних творців, як-от Лель Понс.
1 березня 2022 року материнська компанія Instagram, Meta, оголосила про закриття IGTV, аби зосередитися на Instagram Reels. Застосунок було видалено із магазинів програм в середині березня а всі відео з IGTV було перенесено до застосунку Instagram.

## Сервіс
IGTV потребує користувачів ввійти у їхній профіль Instagram, й дозволяє завантажувати відео тривалістю до 10 хвилин та обсягом пам'яті до 650 МБ, а в популярних та підтверджених користувачів є можливість завантажувати відео тривалістю до 60 хвилин та обсягом пам'яті до 5,4 ГБ. Додаток автоматично починає програвати відео після запуску Також додаток доступний як на iOS так й на Android і завантажити його можна безкоштовно.